# Adenodolichos rupestris
Adenodolichos rupestris är en ärtväxtart som beskrevs av Bernard Verdcourt. Adenodolichos rupestris ingår i släktet Adenodolichos och familjen ärtväxter. Inga underarter finns listade i Catalogue of Life.